# فرناندو غوميز
فرناندو غوميز (بالإسبانية: Fernando Gómez Martínez) (و. 1897 – 1985 م) هو صحفي، وسياسي، ودبلوماسي، من كولومبيا، توفي في ميديلين، عن عمر يناهز 88 عاماً.

## جوائز
حصل على جوائز منها:
- جائزة ماريا مورس كابوت [الإنجليزية]‏ (1961).